# Cyrtonyx
Cyrtonyx là một chi chim trong họ Odontophoridae.